# Pinassa de la Balma de la Pinassa
La Pinassa de la Balma de la Pinassa (Pinus nigra) és un arbre que es troba a Matadepera (el Vallès Occidental), el qual creix en una raconada poc trepitjada pels excursionistes al cor del massís de Sant Llorenç del Munt.

## Dades descriptives
- Perímetre del tronc a 1,30 m: 2,90 metres.
- Alçada: 21,9 m.
- Amplada de la capçada: (massa esclarissada per poder ésser determinada)
- Altitud sobre el nivell del mar: 870 metres.[1]

## Aspecte general
Es troba en estat moribund, ja que gairebé totes les branques de la meitat superior són mortes.

## Accés
És ubicada a la Balma de la Pinassa, a llevant del cim de La Mola i dins del Parc Natural de Sant Llorenç del Munt i l'Obac. L'itinerari s'inicia a l'aparcament del Camí dels Monjos, a la part més enlairada de la urbanització Cavall Bernat. Des del nucli urbà de Matadepera hi podem arribar fàcilment seguint els rètols indicadors de la susdita urbanització. En arribar a la gran rotonda del Pla de Sant Llorenç, cal seguir els rètols de color verd que indiquen la direcció de l'aparcament (Camí dels Monjos i La Mola). Aquests rètols ens guien, sense possibilitat de pèrdua, a través de la laberíntica xarxa de carrers, sempre costa amunt, fins a l'esplanada on deixem el vehicle. Connectem amb l'anomenat Camí dels Monjos uns metres més enllà de l'aparcament, encarant una forta pujada. Al seu capdamunt, tornem a fer cap a un carrer i tombem a la dreta, passant per damunt d'una enorme casa de color blanc. Passem per damunt d'un dipòsit d'aigua i continuem recte, pel camí principal. Seguim sempre les indicacions del Camí dels Monjos (PR-C 31) en direcció a La Mola. Els rètols, les estaques i les marques de pintura abunden, de manera que és impossible perdre's. Travessem un extens roquetar i connectem amb un camí que prenem a la dreta. Un parell de minuts més tard fem cap a un altre camí, ample i fressat, i el prenem de front. Anem remuntant la carena, en direcció nord, ignorant trencalls secundaris a banda i banda. Bifurcació de camins. Abandonem a l'esquerra el Camí dels Monjos i prenem el camí de la dreta, estret i planer (Camí de la Font Soleia). Al cap de pocs minuts ignorem un viarany que baixa a mà dreta i continuem recte, planejant. El camí voreja la cinglera en clara direcció nord, oferint excel·lents vistes sobre la Vall del riu Ripoll. Font Soleia, al peu del cingle. Continuem recte. Deixem a mà esquerra la costeruda canal de les Ànimes (pintura groga i blava) i continuem recte. Pocs minuts més tard tombem un cap de carena i penetrem a l'Obaga de la capçalera de la Canal Freda, on s'alça la pinassa. El camí assoleix el fons de la Canal Freda, just al costat de l'entrada d'una cova marcada amb pintura vermella. En aquest punt abandonem el Camí de la Font Soleia (que inicia una curta pujada) i tombem pel camí que baixa a la dreta, canall avall a través de l'alzinar. Cruïlla. Deixem a mà dreta el camí principal, que continua baixant, i prenem un corriol que surt a l'esquerra i que planeja vorejant el cingle. Al cap d'un minut arribem a una nova cruïlla i prenem el senderó que s'enfila a l'esquerra. Després d'una forta pujada arribem al peu de la pinassa. Damunt d'ella es localitza l'acollidora Balma de la Pinassa. Coordenades UTM: 31T X0418468 Y4611066.